# 1278
1278 (MCCLXXVIII) a fost un an obișnuit al calendarului gregorian.

## Evenimente
- 13 februarie: 150 de catari sunt arși pe rug la Verona la ordinul seniorilor din familia Saligerilor.
- 4 mai: Rudolf I de Habsburg acordă papei exarhatul de Ravenna, marca Anconei și ducatul de Spoleto; conturarea definitivă a teritoriului Statului papal.
- 26 august: Bătălia de pe Marchfeld, în apropiere de Viena: regii Rudolf I al Sfântului Imperiu Roman și Ladislau al IV-lea al Ungariei înfrâng pe regele Ottokar al II-lea al Boemiei; cea mai mare confruntare a cavalerilor europeni în Evul Mediu; Ottokar cade în luptă; Boemia și Moravia devin părți ale Sfântului Imperiu Roman.

### Nedatate
- Boleslav al V-lea cel Sfios, regele Poloniei obține o victorie asupra Brandenburgului.
- Ivailo, noul țar al bulgarilor respinge pe mongoli și pe bizantini.
- Negustorii germani stabilesc un comptuar la Bergen, în Norvegia.
- Un edict al papei Nicolae al III-lea solicită evreilor să se convertească la creștinism.

## Arte, științe, literatură și filosofie
- Este realizată cea mai timpurie colecție a Avestelor cunoscută până în prezent.
- Roger Bacon este condamnat pentru erezie și închis.

## Nașteri
- Constantin al III-lea, viitor rege al Armeniei (d. c. 1310).

## Decese
- 1 mai: Guillaume al II-lea de Villehardouin, principe de Ahaia (n. ?)
- 26 august: Ottokar al II-lea, rege al Boemiei (n. 1230)
- Al-Nawawi, om de știință arab (n. 1233)
- Nicola Pisano, sculptor italian (n. între 1210 și 1220)
- Ulrich din Liechtenstein, cavaler și „minnesinger” german (n. 1200)

## Înscăunări
- Venceslau al II-lea, rege al Boemiei (1278-1305)